# 농담 (소설)
《농담》은 1967년 발표된 밀란 쿤데라의 첫 소설이다.

## 플롯 및 이야기
시대적 배경은 체코슬로바키아가 공산화되던 즈음이다.
소설은 4개의 농담으로 구성된다. 각각의 농담은 개성 강한 캐릭터들의 행보를 통해 드러난다. 주인공은 루드빅 얀, 헬라나 제마넥, 코스트카, 야로슬라브이다. 소설은 이들의 이야기를 각 장 별로 그리고 있다. 이 중에 '야로슬라브'의 농담은 다른 주인공들의 이야기와는 다소 달라, 소설의 저자가 동경했던 모라비아 지방의 전통문화에 대한 감상문 형식을 띄고 있다. 헬라나 제마넥은 루드빅 얀의 농담에 속은 인물이자, 모든 것을 진지하게 생각하는 당원들에 대한 풍자이다. 코스트카는 강한 종교적 신념 때문에 당원을 멀리했던 인물로 그려지며, 루드빅과는 상반된 인물이다. 루드빅은 공산당의 결점을 드러내는 인물이다. 이 소설의 플롯은 루드빅의 복수와 구원의 과정을 따라서 진행된다.

## 같이 보기
- 르 몽드가 선정한 세기의 도서 100권